# Stadtfest Oldenburg

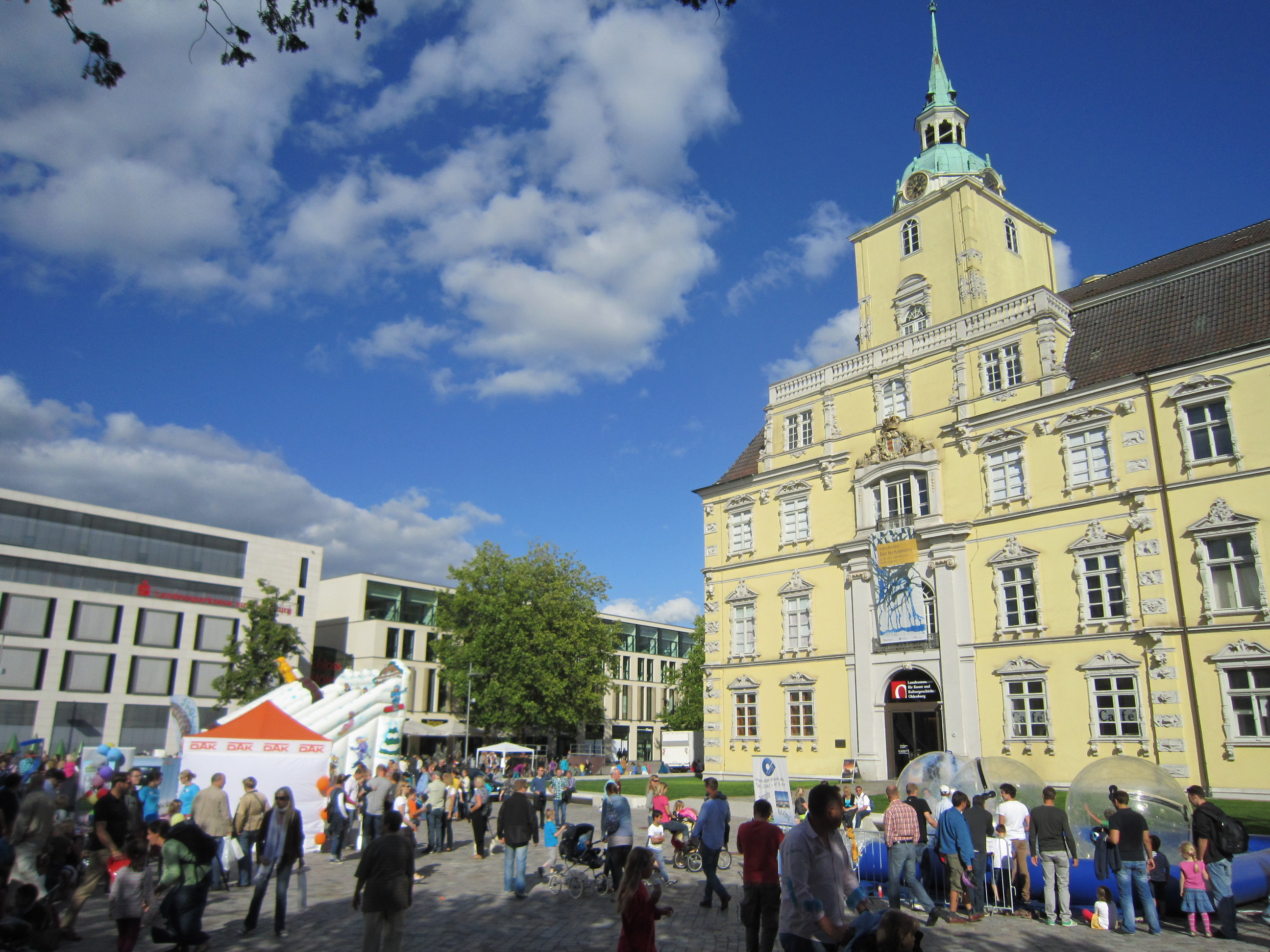
Spielgeräte auf dem neu gepflasterten Platz vorm Schloss während des Stadtfestes 2012

Das Stadtfest Oldenburg (früher auch Altstadtfest Oldenburg genannt) gehört mit mehr als 300.000 Besuchern an drei Tagen zu den größten Veranstaltungen seiner Art in Nordwestdeutschland. Die große Freiluft-Party mitten in der Oldenburger Innenstadt beginnt traditionell am letzten Donnerstag im August und läuft drei Tage.
Seinen Anfang nahm das Stadtfest 1975 in der Oldenburger Haarenstraße anlässlich der Einweihung der Fußgängerzone. Nach und nach breiteten sich die Verkaufsstände dann über die gesamte Fußgängerzone aus. Heute gibt es rund 20 Bühnen (überwiegend mit Livemusik) und 250 Verkaufsstände aller Art. Seine Entwicklung verdankt das Stadtfest Oldenburg maßgeblich Klaus Enke, der 1975 als Sprecher einer Straßengemeinschaft die Organisation übernahm und es später mit seiner Veranstaltungsagentur leitete. Seit Sommer 2004 wird das Stadtfest von der Oldenburger Eventagentur E & M Marketing GmbH veranstaltet.